# Cerebus
Cerebus är en äventyrsserie med fabeldjur av kanadensaren Dave Sim med jordsvinet Cerebus the Aardvark i huvudrollen. Serien är en sammanhängande berättelse på över 6 000 sidor, publicerade i en, av Dave Sim, egenutgiven tidning som kom ut i 300 nummer mellan åren 1977 och 2004.
Cerebus började som en parodi på Conan, men utvecklades snart till någonting helt eget. Eftersom Sim gav ut tidningen själv behövde han inte bry sig om att tillfredsställa alla läsares krav på innehållet. Den politiska satiren "High Society", den första längre historien, hade mycket högre ambitioner än de tidigare numren, och när läsare skickade brev som löd "Det här är ju vitsigt och smart, men nu kan det väl bli lite fler historier med Cerebus som krigare igen, va?" svarade Sim "Nej."
De första tjugofem numren av tidningen hade bestått av dessa fristående krigaräventyr, vilket försåg Sim med ett stort antal lustiga bifigurer som han nu kunde göra mer seriösa historier om. Dessa historier kom att kretsa kring ämnen som Sim kände för. En gång avbröt han handlingen i elva nummer för att skildra Oscar Wildes död, en annan gång användes åtta nummer för en analys av Gamla testamentet. Dessutom är vissa kapitel helt och hållet berättade som text.
Cerebus är och var olik alla andra serier eftersom dess natur helt enkelt ändrades så mycket under resans gång att det inte finns något visst man kan säga att den är eller var. Det fanns inget slutligt klimax som allt gick mot (bortsett från nummer trehundra, vilket var förutbestämt långt i förväg).

## Utgivning
Det finns, på originalspråket engelska, sammanlagt 16 samlingsvolymer med Cerebus:
1. "Cerebus"
2. "High Society"
3. "Church and State I"
4. "Church and State II"
5. "Jaka's Story"
6. "Melmoth"
7. "Flight"
8. "Women"
9. "Reads"
10. "Minds"
11. "Guys"
12. "Rick's Story"
13. "Going Home"
14. "Form and Void"
15. "Latter Days"
16. "The Last Day"